# Iwan Platonowitsch Kaljajew

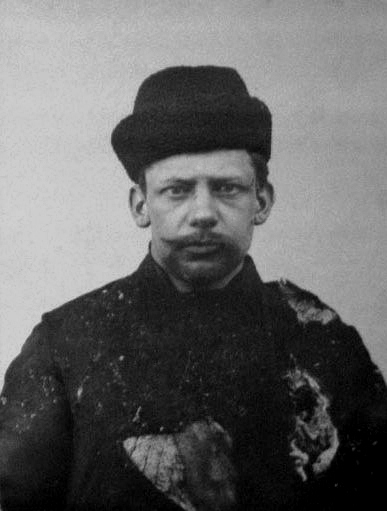
Iwan Kaljajew kurz nach dem von ihm verübten Attentat

Iwan Platonowitsch Kaljajew (russ.: Иван Платонович Каляев; * 24. Junijul. / 6. Juli 1877greg. in Warschau, Kongresspolen; † 10. Maijul. / 23. Mai 1905greg. in Schlüsselburg) war ein russischer Dichter, Terrorist und Mitglied der Sozialrevolutionäre. Kaljajew verübte 1905 ein Attentat auf den Großfürsten Sergei Alexandrowitsch Romanow und wurde dafür hingerichtet.

## Leben
Kaljajew wurde 1877 in Warschau als Sohn eines Polizei-Inspektors geboren. Von 1897 an besuchte er die St. Petersburger Universität, wurde jedoch schnell in die ersten Studentenproteste verwickelt. Dafür kam er kurz ins Gefängnis, wurde anschließend der Universität verwiesen und dann nach Jekaterinoslaw ins Exil geschickt. Sein anschließender Versuch, sich wieder an der Universität immatrikulieren zu lassen, wurde aufgrund seiner politischen Aktivitäten abschlägig beschieden. Daraufhin trat Kaljajew im Alter von 24 Jahren der Sozialdemokratischen Arbeiterpartei Russlands bei, mit der er jedoch schnell wieder brach, da die Partei seiner Ansicht nach ihren Worten keine Taten folgen ließ. Er zog später nach Lemberg (damals Österreich-Ungarn), wo er seine Ausbildung an der dortigen Universität fortsetzte. Er suchte den Kontakt zu aus Russland emigrierten Revolutionären. Kurz darauf wurde Kaljajew in Berlin verhaftet, da er im Besitz von revolutionärer, für Russland bestimmter Literatur war. Die deutsche Regierung überstellte ihn nach Russland, wo er wieder ins Gefängnis kam. Nach einem kurzen Aufenthalt im Warschauer Gefängnis wurde er nach Jaroslawl verbannt.
Dort freundete er sich mit den Ideen der Sozialrevolutionäre an und lernte die Schriftsteller Boris Sawinkow und Alexei Remisow kennen. Kaljajew beschloss, sein Leben komplett revolutionären Aktionen zu widmen. Er war davon überzeugt, dass der Terror der einzige Weg war, seine politischen Ideen umzusetzen. Kaljajew traf Jewno Asef und überredete ihn dazu, Attentate auszuführen.

### Attentat auf den Großfürsten
Kaljajew war zunächst am Attentat auf den Innenminister Wjatscheslaw von Plehwe beteiligt. Das nächste Opfer sollte Großfürst Sergei Alexandrowitsch Romanow sein.
Das Attentat war für den 15. Februar 1905 geplant. Der Großfürst wollte an diesem Tag eine Vorstellung des Bolschoi-Theaters besuchen. Kaljajew sollte eine Bombe in die Kutsche werfen, wenn sie sich dem Theater nähert. Kurz bevor Kaljajew die Bombe werfen wollte, bemerkte er, dass die Frau des Großfürsten (Elisabeth von Hessen-Darmstadt) und die jungen Neffen des Großfürsten ebenfalls mit in der Kutsche saßen. Kaljajew brach das Attentat ab.
Zwei Tage später ermordete er den Großfürsten und dessen Kutscher, als sich deren Kutsche dem Moskauer Kreml näherte. Kaljajew wurde sofort verhaftet. Einige Tage nach dem Attentat wurde er von der Großfürstin, der Witwe seines Opfers, im Gefängnis besucht. Sie wollte ihn dahin bringen, seine Tat zu bereuen, aber Kaljajew lehnte dies ab. Vor Gericht verkündete er noch:

„Ich bin kein Angeklagter, ich bin euer Gefangener. Wir sind zwei Kriegsparteien. Ihr seid Repräsentanten der Imperatorregierung, die gedungenen Diener des Kapitals und der Gewalt. Ich bin ein Volksrächer, Sozialist und Revolutionär.“

Kaljajew wurde zum Tode verurteilt und am 23. Mai 1905 in der Schlüsselburg gehängt.
Das Attentat und vor allem Kaljajews Zögern beim ersten Versuch inspirierte später Albert Camus zu seinem Werk „Die Gerechten“ (Les Justes, 1949). Anhand dieses Falls behandelte er die Problematik der politisch motivierten Attentate, deren Sinnhaftigkeit Camus in Frage stellt, aber nicht völlig verneint.